# Jonatan Lindoff
Jonatan Lindoff, född Karl Jonatan Lindoff 17 oktober 1982, är en svensk före detta barnskådespelare.
Jonatan Lindoff spelade pysslingen Nisse i filmen Nils Karlsson Pyssling från 1990, vilket är hans enda roll.
Efter rollen har han arbetat vid Fotografiska museet och arbetar som rekryteringskonsult (läst 2018).